# Orchestre national de Barbès
L'Orchestre national de Barbès (ONB) est un groupe de musique algérien fondé en 1995 à Paris, plus précisément dans le quartier de Barbès d'où il tire son nom.

## Historique
L'Orchestre national de Barbès est fondé en 1995 par le bassiste et compositeur algérien Youcef Boukella, ancien musicien pour Cheb Mami, le percussionniste Aziz Sahmaoui, ou encore Taoufik Mimouni, et Fatah Ghoggal. 
Ce groupe, qui peut être classé dans la catégorie alaoui , fusionne de nombreux genres musicaux,, le raï algérien, la musique kabyle, avec des musiques du monde telles que la salsa, le reggae, le jazz, le funk ou encore le rock afin d'obtenir une sonorité originale.
Le groupe enregistre des disques et effectue de nombreux concerts partout dans le monde. Sa notoriété est surtout ancrée en France et dans les pays du Maghreb : il affiche une philosophie de quartier, Barbès, et un esprit de communauté. En guise de symbole sur l'ensemble de ses disques et affiches de concerts figure un vieux musicien gnaoua tirant la langue.

## Discographie
- 1997 : En concert
- 1999 : Poulina
- 2008 : Alik
- 2010 : Rendez-vous Barbès
- 2012 : 15 ans de scène (concert)
- 2014 : Dame de cœur

## Collaborations
- Bande originale du film Chouchou.